# Piero Esteriore
Piero Esteriore (Laufen, 23 settembre 1977) è un cantante svizzero.
Ha rappresentato la Svizzera all'Eurovision Song Contest 2004 con il brano Celebrate! in collaborazione con i MusicStars.

## Biografia
Piero Esteriore è salito alla ribalta con la sua partecipazione al talent show svizzero MusicStar tra la fine del 2003 e l'inizio del 2004, dove ha raggiunto la finale, piazzandosi terzo. Ha quindi preso parte alla selezione del rappresentante svizzero per l'Eurovision, dove ha cantato Celebrate! con i MusicStars e venendo incoronato vincitore dal televoto. Nella semifinale dell'Eurovision Song Contest 2004, che si è tenuta il successivo 12 maggio a Istanbul, si è piazzato all'ultimo posto su 22 partecipanti senza ottenere alcun punto, rendendolo l'unico semifinalista nella storia del contest a tornare a casa con zero punti.
Nonostante ciò, la carriera musicale del cantante si è rivelata fortunata in Svizzera: la stessa Celebrate! è arrivata all'11ª posizione della Schweizer Hitparade, e il singolo successivo Mammamia è entrato in top 10. Quest'ultimo è incluso nel suo album di debutto 1 secondo, uscito a gennaio 2005, che ha debuttato 3º in classifica. In totale il cantante ha piazzato quattro album e quattro singoli nella classifica svizzera nel corso dei quindici anni successivi.

## Discografia

### Album
- 2005 - 1 secondo
- 2007 - Io vivo
- 2010 - From Disco to Disco
- 2014 - Mondo
- 2016 - Zwei2due

### Singoli
- 2004 - Celebrate! (con i MusicStars)
- 2004 - Mammamia
- 2005 - Mare
- 2005 - Salta
- 2006 - Find Back to You (con Daniela Brun)
- 2009 - Quando quando quando (con Roberto Blanco)
- 2013 - Musica
- 2015 - Mondo
- 2018 - Non dirmi no / No me digas que no